# Влодзенін
Влодзенін (пол. Włodzienin) — село в Польщі, у гміні Браниці Ґлубчицького повіту Опольського воєводства.
Населення — 702 особи (2011).

## Демографія
Демографічна структура станом на 31 березня 2011 року:
|          | Загалом | Допрацездатний вік | Працездатний вік | Постпрацездатний вік |
| -------- | ------- | ------------------ | ---------------- | -------------------- |
| Чоловіки | 330     | 51                 | 237              | 42                   |
| Жінки    | 372     | 60                 | 231              | 81                   |
| Разом    | 702     | 111                | 468              | 123                  |